# Route 108 (Québec)
Die Route 108 ist eine Nationalstraße (Route nationale) der kanadischen Provinz Québec und führt durch die Verwaltungsregionen Chaudière-Appalaches und Estrie.

## Streckenbeschreibung
Die 177,9 km lange Überlandstraße führt von Magog in nordöstlicher Richtung an Lennoxville und Cookshire-Eaton vorbei nach Beauceville, wo sie am östlichen Flussufer des Rivière Chaudière auf die Route 173 trifft.